# Areado
Areado là một đô thị thuộc bang Minas Gerais, Brasil. Đô thị này có diện tích 280,754 km², dân số năm 2007 là 13181 người, mật độ 47,3 người/km².